# Drozdowice Małe
Drozdowice Małe (niem. Allhilf) – wieś w Polsce położona w województwie dolnośląskim, w powiecie górowskim, w gminie Wąsosz. W latach 1975–1998 miejscowość należała administracyjnie do województwa leszczyńskiego.

## Nazwa
9 grudnia 1947 ustalono urzędową polską nazwę miejscowości – Drozdowice Małe, określając drugi przypadek jako Drozdowic Małych, a przymiotnik – drozdowicki.